# Сорочка для захисника
«Сорочка для захисника» — вишивальний проєкт з виготовлення традиційних українських оберегових сорочок на підтримку Збройних Сил України. Організований черкащанкою Оксаною Поступак 26 травня 2022 року.
Оксана Поступак ініціювала проєкт, коли її однокласниця, яка служить у військах ССО та її побратими попросили собі вишиту сорочку. Їх потрібно було 12, тому вона звернулась до знайомих майстринь і вони погодились вишивати.
Українські бійці воюють у вишиванках та вірять у їхню захисну силу. Бойові вишиванки - так називають свої роботи майстрині проєкту "Сорочка для захисника".

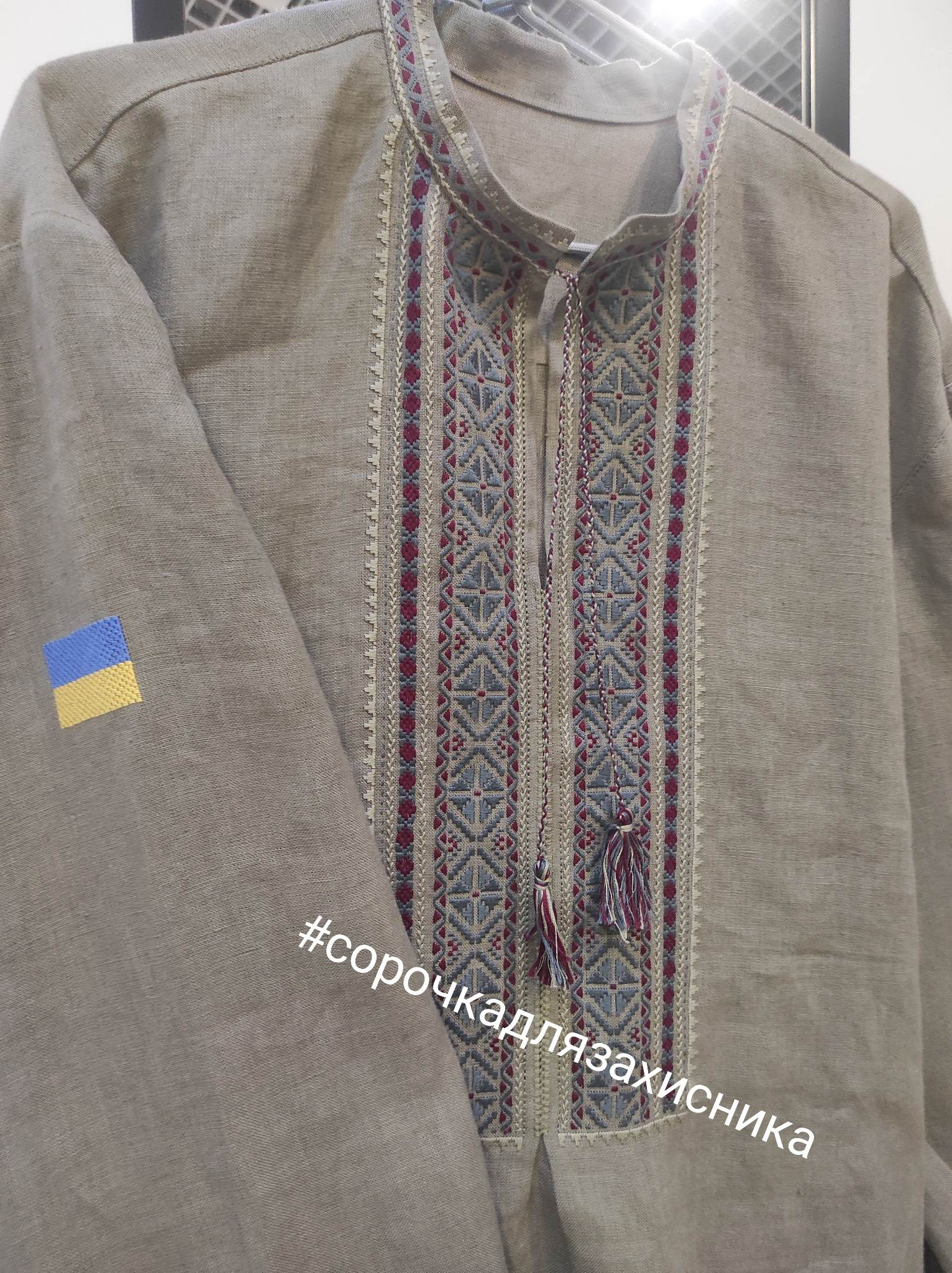
Сорочка для захисника

## Вимоги до сорочок
Спочатку ніяких побажань від бійців про вигляд сорочки не було. Пізніше підопічні почали просити вишити сорочку свого регіону, або висловлювали побажання про колір. Швеї кроять та шиють за розмірами конкретної особи. Вишивальниці використовують стародавні техніки та оберегові орнаменти, враховуючи регіон походження бійця.
У проєкті є роботи з репліками узору сорочки Івана Франка, в якій він на 20 гривнях. Є сорочки з узором сорочки гетьмана Павла Полуботка. Майстрині не використовують вирізування та вишивку мережкою, оскільки одяг використовуватимуть в бою, і вона не витримає навантаження та порветься. Також використовують відповідну палітру демаскуючих кольорів.
У цих сорочках вони воюють, одягають їх під бронежилет. Тканина обирається зручна, з натуральних конопель або сірого льону.
Майстрині готують сорочки на щодень. За бажаннями бійців дошивають застібки чи резинки на манжетах.
Взори підбираються під конкретного підопічного, з урахування вишивальних традицій України, конкретного регіону, символіки того чи іншого взору, кольорової палітри.

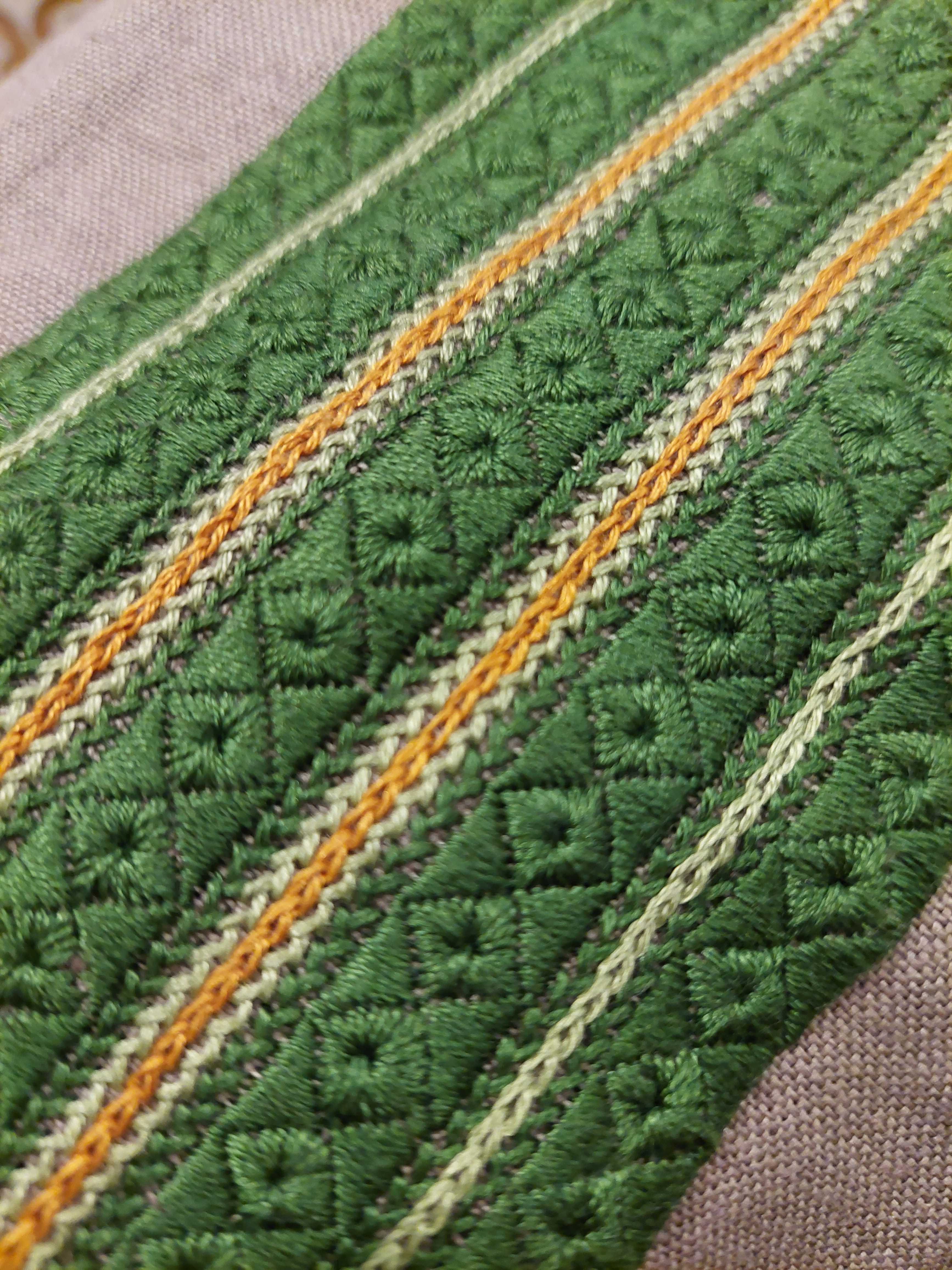
солов'їні вічка та ретязь на сорочці для захисниці

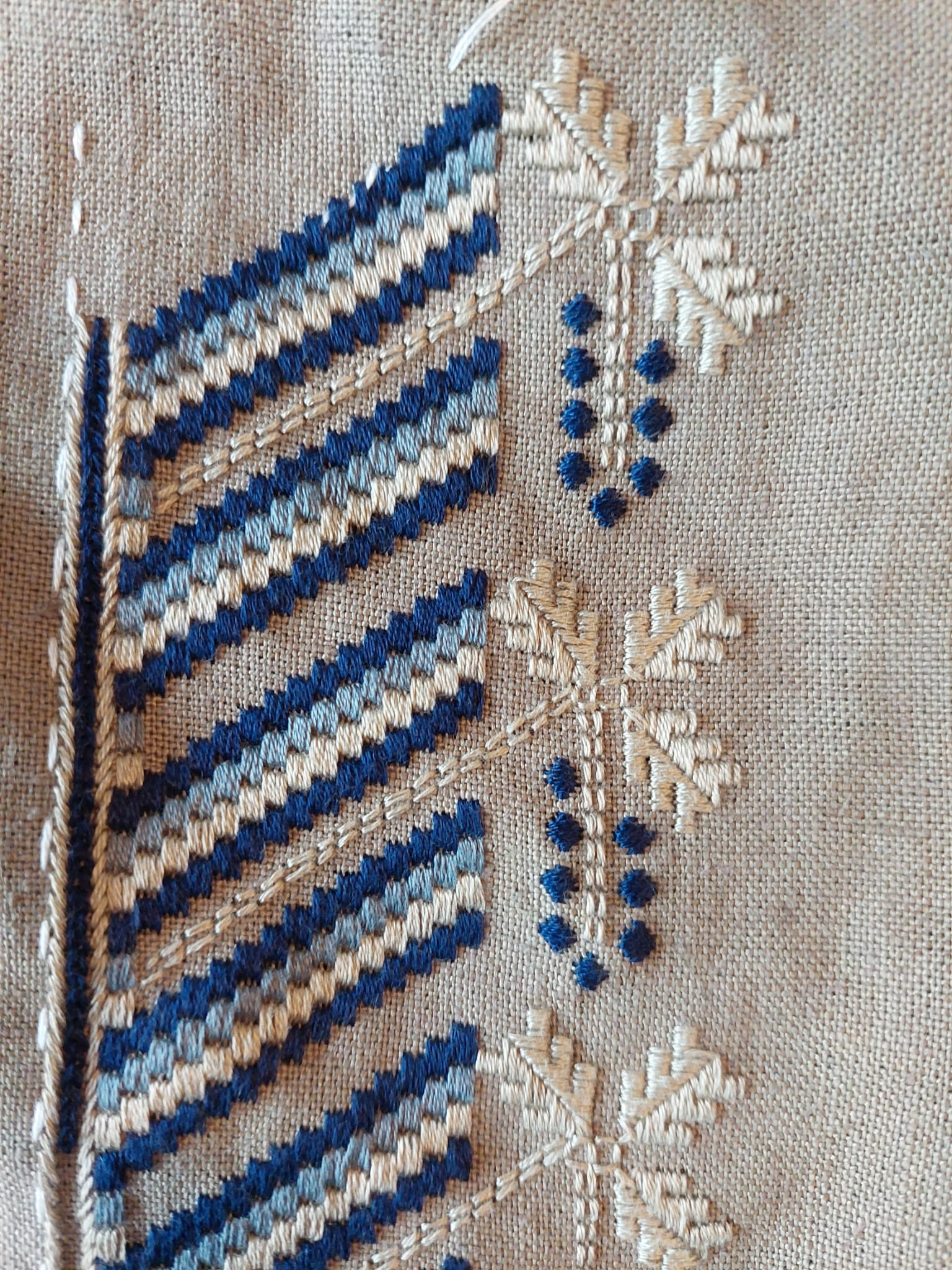
Техніки - лиштва, гладь. Орнамент - лоза та геометричний

У вишивці використовуються традиційні техніки: хрестик, лиштва, ретязь, перловий шов, татарська гладь, солов’їні вічка, зерновий вивід та інші.
Найбільш часті взори – геометричні, або поєднання сонячних орнаментів і рослинних (дуби, лоза). Квіти, сучасні інтерпретації взорів не використовуються. Заборонено також використовувати чорний колір.

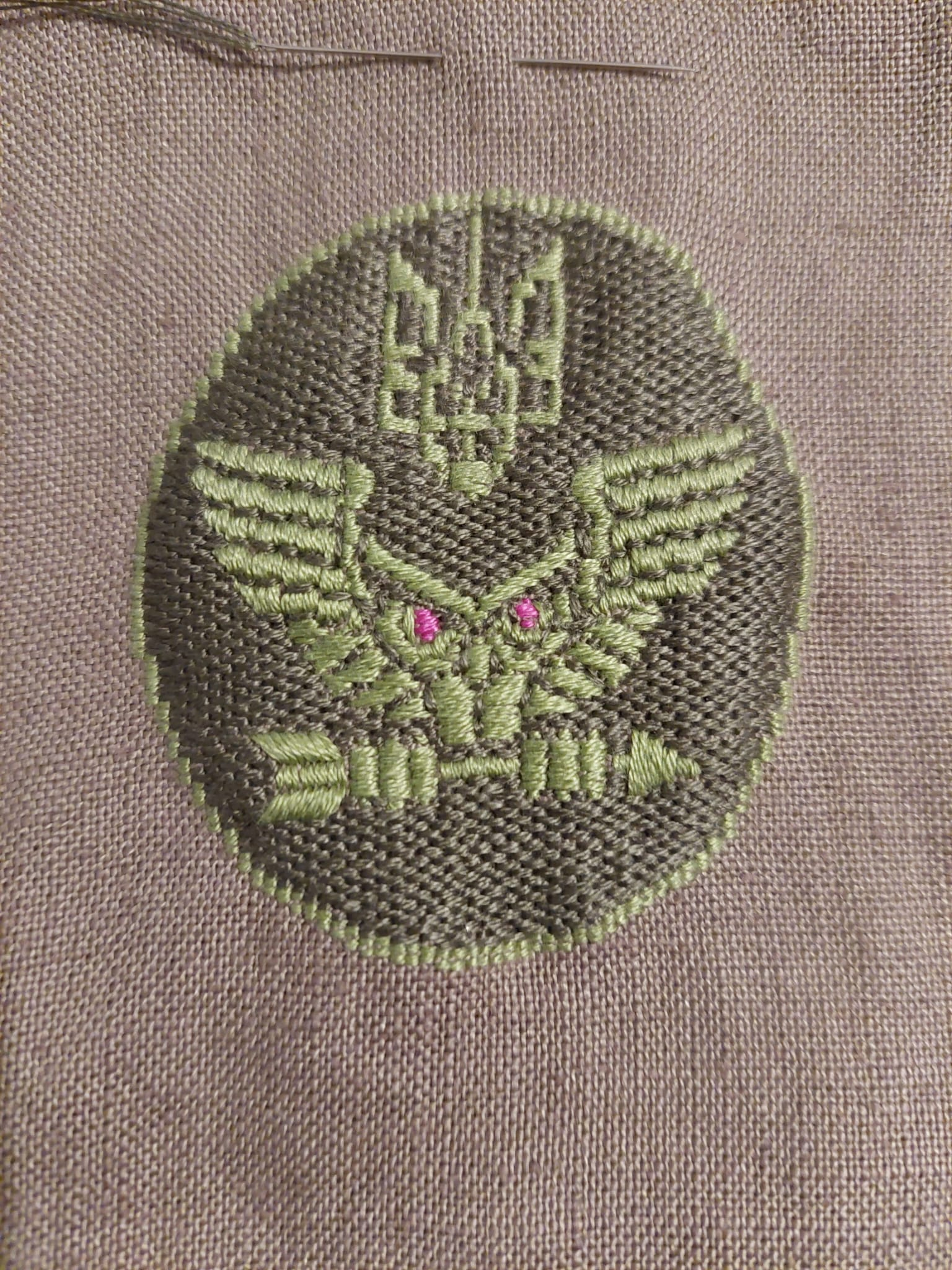
шеврон на рукаві сорочки

Окремо вишиваються, на вимогу підопічного, шеврон і прапор.

## Процес виготовлення сорочки
У 2022 до проєкту долучились 40 вишивальниць, у 2024 році ця кількість становила вже близько 320 зі Львівщини, Волині, Сумщини, Чернігівщини та інших областей, а також з-за кордону, зокрема Іспанії, Польщі, Чехії, Словенії.
Прямого зв’язку з хлопцями та дівчатами немає, жінки знають лише їх позивний. Лише коли вишита сорочка вже у свого власника, майстрині отримують зворотній зв'язок у вигляді фото.
Близько 20 учасниць проєкту – це дружини й мами, які вишивають для своїх чоловіків. Є досвідчені вишивальниці, є початківці. Проєкт має своїх кравчинь, які безкоштовно погодилися збирати вишиті елементи сорочки.
Двічі на тиждень майстрині звітують про свою роботу, надсилають фото на сторінку проєкту у Facebook. Коли вишивальниця вишиє сорочку, то має надіслати її керівниці проєкту Оксані Поступак. Через волонтерів вона передає сорочки на потрібні напрямки.
До сорочки обов’язково додається лист підопічному.
Усі учасники проєкту працюють на волонтерських засадах. Є постійна потреба у тканині та фінансовій підтримці на її придбання, тож учасниці проєкту постійно шукають донорів.

## Відомі сорочки проєкту
| автор | сорочка |
| --- | --- |
| Перша сорочка проєкту, автор Оксана Поступак                                                                              | Керівниця проєкту вишила її для однокласниці, подруги - військової. "Моя подруга, коли я відправила їй вишиванку, написала таку фразу, яка досі мене тримає у тонусі. Вона написала мені: "Це найзручніше, що я носила на цій війні". І саме це спонукає мене до дій". |
| Сорочка для воїна з Узбекистану. Автор Олена Ясінська                                                                     | Майстриня Олена Ясінська, доцент кафедри фізіології Буковинського медичного університету, вишила сорочку для незнайомого воїна, родом з Андижану, який боронить Україну. Сорочка вишита лічильною гладдю, "цеглинками" і качалочкою. В місті Андижан стоїть мінарет, повністю відбудований на старому фундаменті після землетрусу. Мінарет прикрашений мозаїкою та мурованими сакральними орнаментами, які майстриня намагалася відтворити у вишивці. Сорочка вишивалась 5 тижнів. |
| Переяславська сорочка для пари військових. Автор – вишивальниці, працівниці НІЕЗ “Переяслав” на чолі з Тетяною Радіоненко | Для орнаменту переяславські майстрині обрали як приклад сорочку кінця XIX-початку XX століття. Це сорочка із села Дем’янці, вишита брокарівською вишивкою, тобто в червоно-чорних тонах. Майстрині вишили на сорочках темно-синіми кольорами та вишневим. Отримувачі – закохана пара захисників Олега та Яни, у яких планується вінчання. |